# Europees kampioenschap voetbal mannen onder 19 - 2010
Het Europees kampioenschap voetbal mannen onder 19 van 2010 (kortweg: EK voetbal -19) was de 26ste editie van het Europees kampioenschap voetbal mannen onder 19 en is bedoeld voor spelers die op of na 1 januari 1991 geboren zijn. Ondanks de leeftijdgrens van 19 jaar mogen ook spelers van 20 jaar meespelen omdat de leeftijdsgrens alleen bij het begin van de kwalificatie voor het EK geldt. 
Het toernooi werd van 18 juli 2010 tot en met 30 juli 2010 in Frankrijk gehouden.De top 6 van dit EK plaatste zich voor het wereldkampioenschap voetbal onder 20 van 2011 dat in Colombia zal worden gehouden.

## Gekwalificeerde landen
| # | Land       | Gekwalificeerd als          | Beste prestatie                     |
| - | ---------- | --------------------------- | ----------------------------------- |
| 1 | Frankrijk  | Gastland                    | Kampioen (2005)                     |
| 2 | Kroatië    | Eliteronde: Winnaar groep 1 | Debuut                              |
| 3 | Portugal   | Eliteronde: Winnaar groep 2 | Tweede (2003)                       |
| 4 | Engeland   | Eliteronde: Winnaar groep 3 | Tweede (2005 en 2009)               |
| 5 | Spanje     | Eliteronde: Winnaar groep 4 | Kampioen (2002, 2004, 2006 en 2007) |
| 6 | Italië     | Eliteronde: Winnaar groep 5 | Kampioen (2003)                     |
| 7 | Nederland  | Eliteronde: Winnaar groep 6 | Debuut                              |
| 8 | Oostenrijk | Eliteronde: Winnaar groep 7 | Halve finale (2003 en 2006)         |

## Stadions
| Flers                                    | · Flers Caen · Mondeville Saint-Lô Bayeux |  |
| Stade du Hazé Capaciteit: 4.501          | · Flers Caen · Mondeville Saint-Lô Bayeux |  |
| Caen                                     | · Flers Caen · Mondeville Saint-Lô Bayeux |  |
| Stade Michel d'Ornano Capaciteit: 21.500 | · Flers Caen · Mondeville Saint-Lô Bayeux |  |
| Saint-Lô                                 | · Flers Caen · Mondeville Saint-Lô Bayeux |  |
| Stade Louis-Villemer Capaciteit: 5.000   | · Flers Caen · Mondeville Saint-Lô Bayeux |  |
| Bayeux                                   | · Flers Caen · Mondeville Saint-Lô Bayeux |  |
| Stade Henry Jeanne Capaciteit: 3.444     | · Flers Caen · Mondeville Saint-Lô Bayeux |  |
| Mondeville                               | · Flers Caen · Mondeville Saint-Lô Bayeux |  |
| Stade Michel Farré Capaciteit: 2.302     | · Flers Caen · Mondeville Saint-Lô Bayeux |  |

## Groepsfase
De loting voor de groepsfase vond plaats op vrijdag 4 juni 2010 in Caen.
Legenda

### Groep A
| Pos. | Team       | AW | W | G | V | DV | DT | +/- | Pnt |
| ---- | ---------- | -- | - | - | - | -- | -- | --- | --- |
| 1    | Frankrijk  | 3  | 2 | 1 | 0 | 10 | 2  | +8  | 7   |
| 2    | Engeland   | 3  | 1 | 1 | 1 | 4  | 4  | 0   | 4   |
| 3    | Oostenrijk | 3  | 1 | 0 | 2 | 3  | 8  | −5  | 3   |
| 4    | Nederland  | 3  | 1 | 0 | 2 | 2  | 5  | −3  | 3   |

|                            |                       |         |                            |                                                           |
| 18 juli 2010 18:00 (UTC+2) | Oostenrijk            | 2–3     | Engeland                   | Stade du Hazé, Flers Scheidsrechter: Markus Strömbergsson |
| 18 juli 2010 18:00 (UTC+2) | Alaba 51' Trauner 73' | Verslag | 13', 29' Nouble 53' Cruise | Stade du Hazé, Flers Scheidsrechter: Markus Strömbergsson |

|                            |                                               |         |            |                                                                  |
| 18 juli 2010 20:00 (UTC+2) | Frankrijk                                     | 4–1     | Nederland  | Stade Michel d'Ornano, Caen Scheidsrechter: Vladislav Bezborodov |
| 18 juli 2010 20:00 (UTC+2) | Kakuta 20' Bakambu 37', 90+3' Indi 84' (e.d.) | Verslag | 55' Cabral | Stade Michel d'Ornano, Caen Scheidsrechter: Vladislav Bezborodov |

|                            |                                                 |         |            |                                                 |
| 21 juli 2010 18:00 (UTC+2) | Frankrijk                                       | 5–0     | Oostenrijk | Stade du Hazé, Flers Scheidsrechter: Alan Black |
| 21 juli 2010 18:00 (UTC+2) | Griezmann 19', 73' Lacazette 66', 83' Reale 80' | Verslag |            | Stade du Hazé, Flers Scheidsrechter: Alan Black |

|                            |             |         |          |                                                              |
| 21 juli 2010 18:00 (UTC+2) | Nederland   | 1–0     | Engeland | Stade Henry Jeanne, Bayeux Scheidsrechter: Gediminas Mažeika |
| 21 juli 2010 18:00 (UTC+2) | Berghuis 6' | Verslag |          | Stade Henry Jeanne, Bayeux Scheidsrechter: Gediminas Mažeika |

|                            |           |         |                |                                                          |
| 24 juli 2010 18:00 (UTC+2) | Engeland  | 1–1     | Frankrijk      | Stade Louis-Villemer, Saint-Lô Scheidsrechter: Matej Jug |
| 24 juli 2010 18:00 (UTC+2) | Tafer 56' | Verslag | 90+3' Phillips | Stade Louis-Villemer, Saint-Lô Scheidsrechter: Matej Jug |

|                            |           |         |                     |                                                               |
| 24 juli 2010 18:00 (UTC+2) | Nederland | 0–1     | Oostenrijk          | Stade Michel Farré, Mondeville Scheidsrechter: Stéphan Studer |
| 24 juli 2010 18:00 (UTC+2) |           | Verslag | 87' (pen.) Djuricin | Stade Michel Farré, Mondeville Scheidsrechter: Stéphan Studer |

### Groep B
| Pos. | Team     | AW | W | G | V | DV | DT | +/- | Pnt |
| ---- | -------- | -- | - | - | - | -- | -- | --- | --- |
| 1    | Spanje   | 3  | 3 | 0 | 0 | 7  | 2  | +5  | 9   |
| 2    | Kroatië  | 3  | 1 | 1 | 1 | 6  | 2  | +4  | 4   |
| 3    | Portugal | 3  | 1 | 0 | 2 | 3  | 7  | –4  | 3   |
| 4    | Italië   | 3  | 0 | 1 | 2 | 0  | 5  | −5  | 1   |

|                            |                  |         |                      |                                                       |
| 18 juli 2010 16:00 (UTC+2) | Kroatië          | 1–2     | Spanje               | Stade Henry Jeanne, Bayeux Scheidsrechter: Alan Black |
| 18 juli 2010 16:00 (UTC+2) | Andrijašević 42' | Verslag | 53' Thiago 64' Rodri | Stade Henry Jeanne, Bayeux Scheidsrechter: Alan Black |

|                            |        |         |                                 |                                                                  |
| 18 juli 2010 16:00 (UTC+2) | Italië | 0–2     | Portugal                        | Stade Michel Farré, Mondeville Scheidsrechter: Gediminas Mažeika |
| 18 juli 2010 16:00 (UTC+2) |        | Verslag | 51' N. Oliveira 63' S. Oliveira | Stade Michel Farré, Mondeville Scheidsrechter: Gediminas Mažeika |

|                            |                  |         |           |                                                          |
| 21 juli 2010 15:00 (UTC+2) | Spanje           | 2–1     | Portugal  | Stade Louis-Villemer, Saint-Lô Scheidsrechter: Matej Jug |
| 21 juli 2010 15:00 (UTC+2) | Pacheco 12', 88' | Verslag | 78' Pinto | Stade Louis-Villemer, Saint-Lô Scheidsrechter: Matej Jug |

|                            |         |     |        |                                                               |
| 21 juli 2010 16:00 (UTC+2) | Kroatië | 0–0 | Italië | Stade Michel Farré, Mondeville Scheidsrechter: Stéphan Studer |
| 21 juli 2010 16:00 (UTC+2) | Verslag |     |        | Stade Michel Farré, Mondeville Scheidsrechter: Stéphan Studer |

|                            |          |         |                                                 |                                                                 |
| 24 juli 2010 16:00 (UTC+2) | Portugal | 0–5     | Kroatië                                         | Stade Henry Jeanne, Bayeux Scheidsrechter: Markus Strömbergsson |
| 24 juli 2010 16:00 (UTC+2) |          | Verslag | 19' Andrijašević 25', 37', 69' Pamić 67' Ozobić | Stade Henry Jeanne, Bayeux Scheidsrechter: Markus Strömbergsson |

|                            |                                             |         |        |                                                           |
| 24 juli 2010 16:00 (UTC+2) | Spanje                                      | 3–0     | Italië | Stade du Hazé, Flers Scheidsrechter: Vladislav Bezborodov |
| 24 juli 2010 16:00 (UTC+2) | Rochina 17' Pacheco 23' Ezequiel 57' (pen.) | Verslag |        | Stade du Hazé, Flers Scheidsrechter: Vladislav Bezborodov |

## Knock-outfase
|  | Halve Finale       | Halve Finale   |  |           | Finale         | Finale         |
|  |                    |                |  |           |                |                |
|  | 27 juli – Saint-Lô |                |  |           |                |                |
|  | Spanje             | 3              |  |           |                |                |
|  | Engeland           | 1              |  |           | 30 juli – Caen | 30 juli – Caen |
|  |                    |                |  |           | Spanje         | 1              |
|  | 27 juli – Caen     | 27 juli – Caen |  | Frankrijk | 2              |                |
|  | Frankrijk          | 2              |  |           |                |                |
|  | Kroatië            | 1              |  |           |                |                |

### Halve finale
|                            |                                  |         |             |                                                                     |
| 27 juli 2010 16:00 (UTC+2) | Spanje                           | 3–1     | Engeland    | Stade Louis-Villemer, Saint-Lô Scheidsrechter: Markus Strömbergsson |
| 27 juli 2010 16:00 (UTC+2) | Pacheco 12' Keko 34' Canales 57' | Verslag | 37' Bostock | Stade Louis-Villemer, Saint-Lô Scheidsrechter: Markus Strömbergsson |

|                            |                        |         |          |                                                                  |
| 27 juli 2010 19:00 (UTC+2) | Frankrijk              | 2–1     | Kroatië  | Stade Michel d'Ornano, Caen Scheidsrechter: Vladislav Bezborodov |
| 27 juli 2010 19:00 (UTC+2) | Kakuta 37' Bakambu 83' | Verslag | 4' Ademi | Stade Michel d'Ornano, Caen Scheidsrechter: Vladislav Bezborodov |

### Finale
|                            |             |         |                        |                                                            |
| 30 juli 2010 19:00 (UTC+2) | Spanje      | 1–2     | Frankrijk              | Stade Michel d'Ornano, Caen Scheidsrechter: Stéphan Studer |
| 30 juli 2010 19:00 (UTC+2) | Rodrigo 18' | Verslag | 48' Sunu 82' Lacazette | Stade Michel d'Ornano, Caen Scheidsrechter: Stéphan Studer |